# Санжаровский, Анатолий Никифорович
Анатолий Никифорович Санжаровский (род. 10 сентября 1938, c. Ковда, Мурманская область) — российский писатель. Член Союза писателей Москвы.

## Биография
Родился 10 сентября 1938 года в селе Ковда Кандалакшского района Мурманской области в семье ссыльных переселенцев. В 1966 году окончил факультет журналистики Ростовского университета. Женат. Имеет сына.
Член Московской Ассоциации жертв незаконных репрессий.

## Работы

### Повести
- В Батум, к отцу
- Оренбургский платок
- Что девушка не знает, то её и красит
- Пешком через Байкал
- Хорошо медведя в окно дразнить, или Герой из книги рекордов Гиннеса
- Жених и невеста
- В центре Европы
- И всё равно не забудь!
- Дзыга
- Вас приветствует солнцеликая Ялта!
- Генацвалечка

### Романы
- Трилогия «Мёртвым друзья не нужны». (Романы: «Поленька», «Дожди над Россией», «Что посмеешь, то и пожнёшь».)
- Трилогия «Высокие дни». (Романы: «Вся надежда на смерть!», «Пятьсот кругов над красной пропастью», «Кукуня, или Гриша и сбоку мы».) — одно из крупнейших произведений в России.[2] В трилогии насчитывается 2584 страницы.
- Сибирская роза
- Верховина, или Путь из-за океана

### Автобиография
- Стакан распятой земли, или Репрессированный ещё до зачатия. (Галопом по этажам жизни)

Также Анатолий Санжаровский и многих рассказов и публикаций (около тысячи). Автор цикла иронических рассказов «Блёстки» и сборника пословиц, поговорок, загадок, примет о природе «Природы краса».
Занимается переводами украинских, белорусских, польских, немецких писателей. Выпустил одиннадцать томов Собрания сочинений. Заканчивает работу над двенадцатым томом.
.